# Televisión Castilla y León
Televisión Castilla y León era un canal privat de televisió que es veu a les províncies de la comunitat autònoma de Castella i Lleó, a Espanya.Va sorgir amb la unió de diferents televisions locals privades de la comunitat autònoma que gestionaven xarxes de cable que acabarien formant Retecal, abosorbida després per ONO.
La cadena compta amb emissores en diferents punts de Castella i Lleó i està integrat per Canal 29 Valladolid (Valladolid), Televisión Aranda (Aranda de Duero), TV Ávila (Àvila), Canal Béjar y Comarca (Béjar), Televisión Benavente (Benavente), TV Burgos (Burgos), Televisión Ciudad Rodrigo (Ciudad Rodrigo), Teleón TV (Lleó), Televisión Medinense (Medina del Campo), Televisión Miranda (Miranda de Ebro), Televisión Norte de Burgos (Merindades), Televisión Palencia (Palència), Televisión Ponferrada (Ponferrada), Televisión Salamanca (Salamanca), Televisión Segovia (Segòvia), Soria Visión (Sòria) i Televisión Zamora (Zamora).
Valladolid i província, Aranda de Duero i voltants, Àvila, Béjar i comarca, Benavente i voltants, província de Burgos, Ciudad Rodrigo i voltants, Lleó capital i província, Medina del Campo i comarca, Miranda de Ebro, Palència i província, Ponferrada i voltants, Segòvia i província, Salamanca, Sòria i província, Zamora i província. Actualment és integrat a Radio Televisión de Castilla y León.